# Stazione di San Marcello Pistoiese
Stazione di San Marcello Pistoiese vasútállomás Olaszországban, San Marcello Pistoiese településen.

## Vasútvonalak
Az állomást az alábbi vasútvonalak érintik:
- Alto Pistoiese-vasútvonal

## Kapcsolódó állomások
A vasútállomáshoz az alábbi állomások vannak a legközelebb:
- Stazione di Limestre
- Stazione di Mammiano